# 見えない翼
「見えない翼」（みえないつばさ）は、2005年4月27日に発売された谷本貴義のシングル。

## 概要
表題曲は、フジテレビ系アニメ『金色のガッシュベル!!』の第3期オープニングテーマとして使用された。

## 収録曲
1. 見えない翼
作詞・作曲・編曲：太田美知彦
2. Overdrive
作詞・作曲・編曲：谷本貴義
3. 見えない翼（Original Karaoke）
4. Overdrive（Original Karaoke）